# 福井資明
福井 資明（ふくい すけあき、1888年2月19日 - 1972年4月14日）は、日本の将棋棋士。青森県弘前市出身。関根金次郎十三世名人門下。
福井自身は公式にプロ入りした弟子を持たなかったが、北海道での将棋の普及活動や後進育成に尽力し、弟弟子となる五十嵐豊一や兄弟弟子の渡辺東一門下となる勝浦修の発掘に貢献している。
昭和30年代の札幌で行われた名人戦では正立会人を務め、昭和40年代の将棋名鑑では「地方棋士」として掲載されている。

## 経歴
1931年（昭和6年）、北海道大学の教授たちからの強い要請により、師匠の関根金次郎の推薦を受けて北海道へ移住する。
1941年（昭和16年）に将棋大成会北海道支部(現・社団法人北海道将棋連盟)を設立するなど、北海道での将棋の普及活動に尽力する。
1950年（昭和25年）4月、八段へ昇段する。
1967年（昭和42年）、北海道将棋会館の建設に貢献。
1972年（昭和47年）死去。享年84歳。
2006年（平成18年）11月17日付で九段を追贈。これに関して、東奥日報の当初の記事 では『全国初の九段位を追贈』としてアマチュア扱い、東奥日報の後の記事では「プロ九段位」、社団法人北海道将棋連盟サイトでは『晴れて正式のプロ棋士として認められ』としてそれ以前はプロとして認められていなかった旨をそれぞれ示唆する文章になっている。